# Мотивациони говорник
Mотивациони говорник је говорник који држи говоре намењене томе да мотивишу или инспиришу публику и слушаоце. Такви говорници својим говорима покушавају да изазову физичку, социјалну или духовну трансформацију своје публике.
Мотивациони говорници држе говоре у школама, факултетима, црквама, компанијама, корпорацијама, владиним агенцијама, конференцијама, сајмовима, самитима, организацијама заједнице и сличним срединама.